# 札幌市交通局8000形電車
札幌市交通局8000形電車（さっぽろしこうつうきょく8000がたでんしゃ）は、札幌市交通局が保有する札幌市営地下鉄の通勤形電車。東西線で運用されている。

## 概要
最初に落成した編成（第25・26編成）は1999年2月25日の東西線琴似 - 宮の沢間延伸開業に向けた輸送力増強の目的で導入され、延伸開業前年の1998年8月18日から営業運転を開始した。
2002年以降は将来のワンマン運転化（2009年4月1日開始）に向けて従前の6000形の置き換えを開始し、2008年8月30日をもって、6000形は全て8000形に置き換えられた。 

## 車体
基本構造は南北線用の5000形をベースとしている。外観は先に登場した東豊線用の7000形新型車や5000形と共通するデザインで全体的に丸みを帯びており、アイボリーホワイトをベースに貫通路・客室ドア部分を東西線のラインカラーであるオレンジ色としている。前照灯と尾灯は円形状にそれぞれ独立しており、東京メトロ06系・07系に近いスタイルである。全幅が3 mを超える札幌規格も踏襲されている。
1両あたりの客用ドア数は6000形を踏襲し、片側3ヶ所である。車体側面・正面の車番表示は総藝体フォントを採用、側灯はLED式に変更された。連結部の転落防止外幌は、南北線5000形とは異なり、車両高の半分程度の標準的なサイズである。台車は一部のみ新製、大半は廃車になった6000形のものを再利用している。
乗降促進ブザー音（車外ドアブザー）は6000形とは異なり、5000形に準じた音色になっている。
7両編成で、以下のように組成される。
|                                      | ← 新さっぽろ宮の沢 → |      |      |      |      |      |      |
| 車両番号                             | 81##                 | 82## | 83## | 84## | 86## | 88## | 89## |
| 車両番号                             | Tc1                  | M1   | M2   | T1   | T3   | M4   | Tc2  |
| 同じ編成には"##"に同じ車両番号が入る |                      |      |      |      |      |      |      |

「85##」と「87##」が欠番になっているのは、1976年の東西線開業当初の構想においては将来の乗客数増加時に最大9両編成への増結が計画されており、それに沿った6000形の付番方式を踏襲しているためである。ただし、これまで7両の固定編成でのみ運転され、8両以上で運転されたことはない。東西線では当初各駅のホームは9両分の長さで建設されてきたが、1999年に延伸開業した宮の沢駅と発寒南駅は今後大幅な乗客増は見込めないものとして8両分に短縮されたため、今後増車した場合でも8両編成までとなり、9両編成で運転する計画は事実上放棄された。また、両先頭車が電動車であった6000形と異なり、本形式では電動車はすべて中間車である。付随車2両にバッテリーなどが配置されているため、本形式では7両から中間車を減らして運転することは不可能である。
市交通局車両課によると、8000形は車両構造上は東豊線を走行することも可能ではあるが、東豊線を走る認可を受けていないこと、ホーム構造の問題から現時点での乗り入れに関しては難しいとのことである。
1998年に25・26編成を増備した後、自動放送の一部内容が修正されたものの、2002年度から2005年度まではマイナーチェンジせずに増備が続いた。2006年度以降はマイナーチェンジが行われている（後述）。

## 車内
本形式の車内設備・化粧板などは5000形に近い。座席の形状は5000形で採用された片持ち式座席が採用されておらず、東豊線7000形に近い形状になった。連結部の貫通路の形状は札幌市交通局に多い(局章に由来)六角形ではあるが、5000形と同様の寸法で、6000形よりも幅が狭い。連結部付近のつり革は6000形の5本から6本に増やされ、客用ドア付近にも横方向につり革が増設された。
車内自動放送設備が落成時から装備され、2005年9月27日からは英語放送と広告放送も追加された。側面扉の室内側上部には案内表示器が設置され、路線図とLED式文字スクロール表示を組み合わせたものと、路線図のみのものが交互に配置されている。文字スクロールは2段表示式であるが、5000形に比べると文字のバランスが悪い。南北線5000形・東豊線7000形3次車では駅間の長い区間にマナー啓発などの案内が流れることが多いが、本形式では比較的駅間が長い区間で表示されなかったり、大通→バスセンター前の短い区間で表示するなどばらつきがある。また開戸表示としては南北線5000形同様「このドアが開きます」という文字が各ドアで2ヶ所点滅するが、本形式は発車後に次駅が文字表示された瞬間から点滅が始まる仕様になっている。

現在まで、視覚障害者向けのドアチャイムは設置が見送られている。

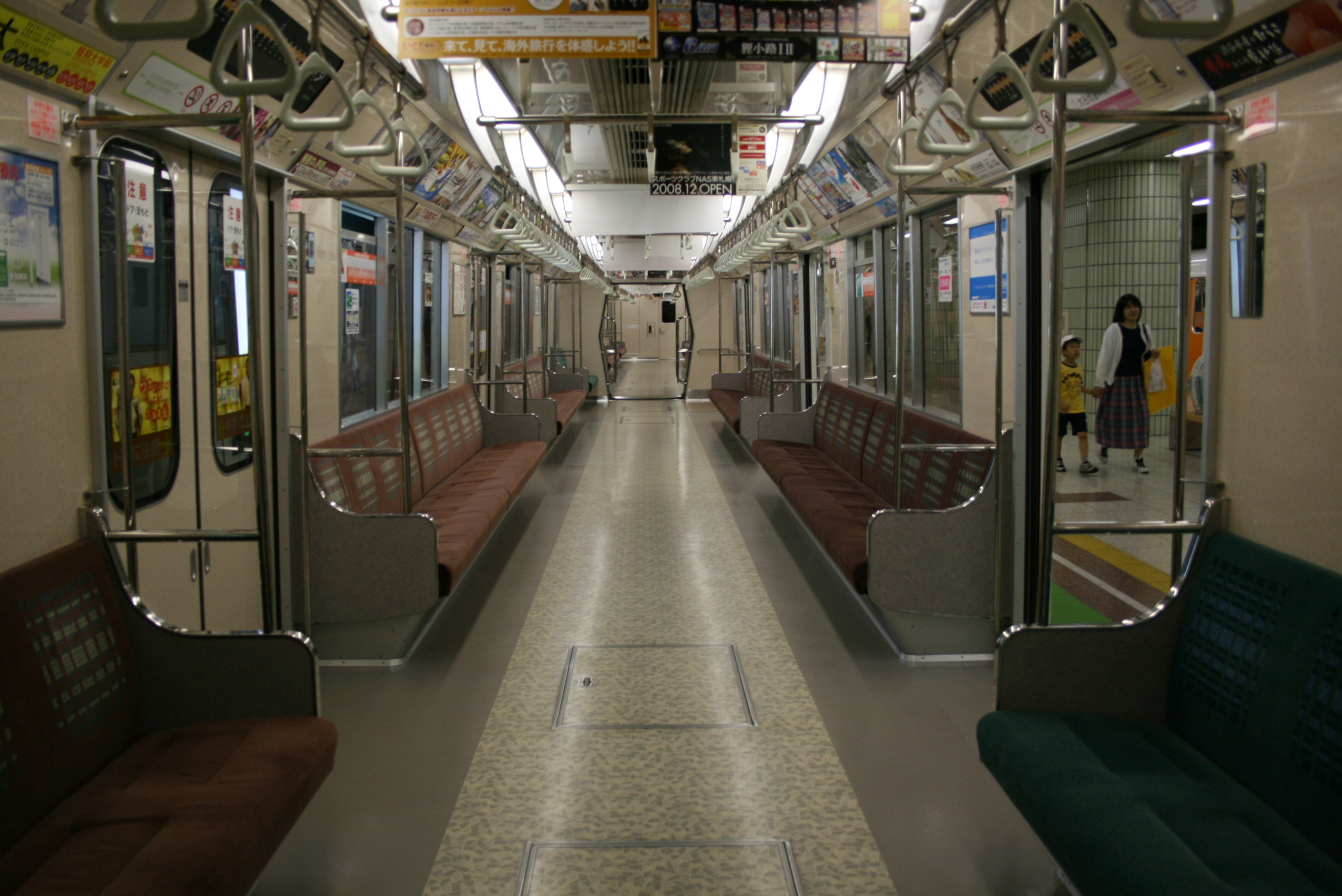
2002 - 2005年度導入車の車内。1998年度導入の25・26編成も客用ドア近くの保護棒の支えが黒色になっている以外は同一である（写真は12編成）。

## 2006年度以降の導入車両

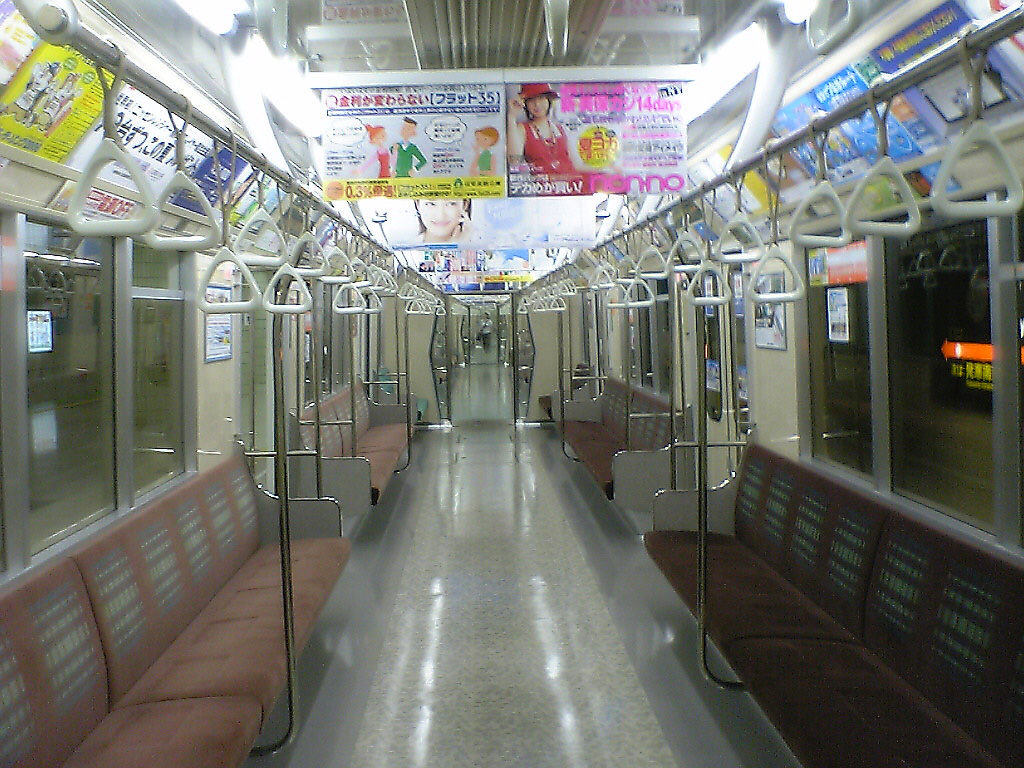
2006 - 2008年度導入車の車内。吊革に高低差がつき、スタンションポールが設置された（写真は第4編成）。

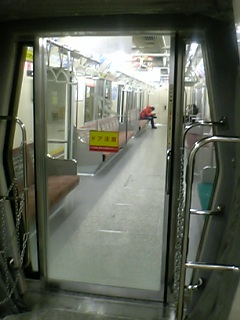
貫通路のガラス製の扉
（写真は第7編成）

2006年度から導入された車両はマイナーチェンジが行われた。
- ワンマン運転に対応するための機器を搭載
- 韓国大邱地下鉄放火事件の影響による省令改正に伴い、車両火災時の延焼防止のため連結部に全面強化ガラス製の貫通扉を設置[1][注釈 6]
- 火災時の溶滴落下防止のため蛍光灯カバーの廃止
- 車内案内表示器へのガラス保護板取付け等
- 高低差のある吊り革の採用[1][注釈 7]
- 座席部への握り棒（スタンションポール）の設置[1]
- 非常通報ボタンの増設（1両当たり1ヶ所→3ヶ所）
- 2007年度の導入車より、LED式行先表示器が新型のタイプへと更新[注釈 8]

などの細部の仕様変更も行われた。なお、6000形に連結されていた8300形についても本形式編成への組み込みの際に蛍光灯カバー以外の車内改造が施工された。交通局ではこの車両を「8000形新型車両」と呼称してPRしていた。2006年度に4編成、2007年度に4編成、2008年度に3編成が導入され、東西線の全24編成中11編成がこの「8000形新型車両」となっている。
2007年度導入車からは、従来固定式であった車端部の窓を上下二段式とし、上段が開閉できるようになった。貫通扉で締め切ったことで車端部の空気の流れが悪くなって夏場の車内温度が上昇し、ラッシュ時に窓が結露する状態になることがあり、それに対処したものである。2007年度導入車のうち、6000形試作車（第1編成）の代替で導入された01編成は運転台にITVモニター（ドア開閉時におけるホーム確認用）の設置準備がなされ、2008年2月20日からモニターを設置して運行された。2006年度以降に導入された車両（01編成まで）には当初モニターが設置されていなかったが、2008年1月15日の10編成を皮切りにモニターが設置された。

## 8300形
1999年3月の東西線琴似駅 - 宮の沢駅間延伸開業に合わせて、それまで6両編成であった6000形を7両編成に増結することになったが、この増結車は東西線車両を近い将来全面的に8000形に置き換えた以降も継続使用できるよう、8000形編成では本来3号車に当たる8300形が製造され、既存の6000形編成に5号車として挿入された（6000形編成での組成位置については札幌市交通局6000形電車#概要も参照）。車体塗装を6000形に合わせてあること、車内案内表示器の設置スペースなどが化粧板で隠されていること、戸挟み防止機能が使用されていないこと、転落防止幌が装備されていないことが異なるほかは、全新製車編成の8300形と同一の仕様であった。
その後、当該8300形は車体塗装の変更、客用ドア近くの保護棒の支えを黒色から銀色に変更、パンタグラフを1基搭載するなどの改造を実施した上で、8000形新製車編成の中間に組み込まれた。

## 改造等
2007年7月9日から、すべての車両の乗降ドアの内側に、号車とドア位置を示す点字プレートが設置された。

### ワンマン運転対応関連工事
2005年以前に導入された02・06・09・10・11・12・13・14・19・20・23・25・26編成については、ワンマン運転に対応させる改造工事が実施された。
- ワンマン運転対応…ATOを設置、運転台の仕様変更、モニタ装置の設置。
- 消火器の移設…従来は乗務員室内に設置されていたものを客室内に移設。
- 「開戸表示灯」設置 （両先頭車のみ）
- 非常通報ボタン追加設置…1両当たり1ヶ所から3ヶ所に増設。そのうち82xx, 88xxの車椅子スペース付近のボタンは従来より低い位置に移設。
- 車椅子スペースへの手すりを横に1本追加
- 1基設置されていた88xxのパンタグラフを撤去

2008年7月までに該当する編成のワンマン運転対応改造が完了した。ただし、これらの編成には2006年以降導入車のような連結部の貫通扉の設置や一部つり革の高さの変更、スタンションポール設置などは施工されていない。また、モニタ装置については、2006年度以降に落成した編成においても随時設置された。
2009年3月に東西線全駅への可動式ホーム柵設置が完了、同年9月以降に可動式ホーム柵設置に伴い車体下部の車番表記が見えなくなったことへの対応として、車体上部にも表記する措置が行われている。また、連結部の転落防止外幌が不要となった後もしばらく設置されたままであったが、2010年7月に17編成からの撤去を皮切りに全編成から外幌が撤去された。
2014年には、専用席付近の吊革がオレンジ色のものに交換されている。

### フルカラーLED導入
2019年9月から2024年度までの間に、車外先頭部の行先表示器・車内案内表示器が従来の3色LEDからカラーユニバーサルデザインに対応したフルカラー式に改良される。2018年2月に南北線5000形第4編成に導入されたものとほぼ同じ仕様となっており、当形式においてはナンバリング・ラインカラー部分がオレンジ、背景のイラストには時計台が描かれている。
2025年1月現在、第1〜4・6・7・9～14・19〜26編成に導入されている。

## 製造
すべて川崎重工業で製造されている。7両全てが新製車の編成と、上記のとおり当初6000形編成に組み込まれていた8300形を改造の上で組み込んだ編成が存在する。8300形を改造して組み込んだ編成は下二桁を同車に合わせているため、編成番号は新製順ではない。